# Black Bart
 Black Bart és una pel·lícula de 1948 dirigida per George Sherman, protagonitzada per Dan Duryea sobre la vida del cowboy bandit Charles Bolles. Els 80 minuts van ser rodats en Technicolor. També és coneguda com a Black Bart, Highwayman.

## Argument
Sense cap valor històric, Black Bart és no obstant això un western divertit sobre els fora de la llei. Rescatats de ser penjats en un arbre, als afores d'un poble qualsevol de Califòrnia, els proscrits Charles E. Boles (Dan Duryea) i Lance Hardeen (Jeffrey Lynn) decideixen que és millor que segueixin camins separats per a poder seguir sent amics. Al cap d'un temps, Boles és un granger pròsper que complementa els seus ingressos robant les trameses d'or de la Wells Fargo sota l'àlies de Black Bart. En saber-ho, Hardeen torna a la vida de Boles i li demana una mica d'acció. Els dos herois-canalles sucumbeixen als encants de Lola Montez (Yvonne DeCarlo). La història és relatada en salts enrere des de la cel·la de la presó pel company proscrit Jersey Brady (Percy Kilbride). Oblidat o ignorat pels guionistes era el fet que el Black Bart real era realment negre, un exesclau "dolent" de l'Oest Salvatge. Black Bart va tenir un remake el 1967 com Ride to Hangman's Tree.

## Repartiment
- Yvonne De Carlo com a Lola Montez.
- Dan Duryea com a Charles E. Boles/ Black Bart.
- Jeffrey Lynn com a Lance Hardeen.
- Percy Kilbride com a Jersey Brady.
- Lloyd Gough com el Xèrif Gordon.
- Frank Lovejoy com a Mark Lorimer.
- John McIntire com a Clark.
- Don Beddoe com a J.T. Hall.
- Ray Walker com a MacFarland.
- Soledad Jiménez com a Teresa.
- Eddy Waller com a Ed Mason.
- Anne O'Neal com la Sra. Harmon.